# Revolta huilliche de 1792
A revolta huilliche de 1792 foi uma revolta indígena contra a invasão espanhola em Futahuillimapu, território no sul do Chile que estava de fato livre do domínio espanhol desde 1602. A primeira parte do conflito foi uma série de ataques huilliche contra colonos espanhóis e a missão na fronteira ao lado do rio Bueno. Em seguida, uma milícia encarregada de Tomás de Figueroa partiu de Valdivia devastando o território Huilliche em uma tentativa de subjugar elementos anti-espanhóis em Futahuillimapu.

## Antecedentes
A localização dos assentamentos espanhóis (pontos amarelos) em 1792 dentro dos limites modernos do Chile. Em vermelho está a terra de Cuncos e Huilliches, onde os espanhóis pretendiam construir uma estrada para ligar Valdivia com os assentamentos ao sul.
A partir de meados do século 18, o enclave espanhol de Valdivia iniciou um período de expansão agrícola. A expansão foi direcionada principalmente para o sul e foi feita principalmente por meios pacíficos, mas hostilidades com os indígenas huilliches ocorreram. Em 1758, o chefe Huilliche Huarán pediu aos soldados espanhóis que defendessem suas terras contra seus inimigos Cunco. O governador de Valdivia Ambrosio Sáes de Bustamante respondeu a este chamado levando à segunda Batalha de Río Bueno em 1759.  Há visões diferentes sobre o resultado dessa batalha; de acordo com Diego Barros Arana foi uma vitória espanhola, mas outra visão é que com os chefes de batalha Catrillanca e Paidil conseguiram deter qualquer avanço espanhol. A batalha foi uma exceção à penetração pacífica.
A expansão de Valdivia incluiu um processo de miscigenação racial, a compra de terras indígenas por pessoas de ascendência europeia e a transformação de antigos proprietários indígenas em trabalhadores escravos.  Em contraste, o assentamento espanhol no arquipélago de Chiloé tinha um histórico de conflitos com os povos indígenas ao norte. Depois que a colonização valdiviana chegou ao rio Bueno, as autoridades espanholas pressionaram para conectar a cidade de Valdivia e os assentamentos no Canal de Chacao com uma estrada. Dessa forma, esperavam possibilitar que Valdivia e Chiloé oferecessem ajuda mútua em caso de invasão de uma potência europeia.
Na década de 1780, ao tentar cooperar para construir esta estrada, o governador de Valdivia Mariano Pusterla e o intendente de Chiloé Francisco Hurtado del Pino discordaram. Hurtado del Pino preferiu enfrentar militarmente os huilliches, enquanto Pusterla rejeitou essa abordagem.  Depois que Hurtado del Pino foi removido de seu cargo e substituído por Francisco Garos, a cooperação se seguiu.  Em outubro de 1788, Pusterla enviou uma expedição através do território governado pelos huilliche para chegar a Chiloé. A expedição foi bem-sucedida e, em fevereiro de 1789, seus homens estavam de volta a Valdivia. Depois disso, Pusterla tomou providências para melhorar a estrada para Chiloé, em particular para alargá-la em lugares onde não era mais do que uma trilha estreita através de florestas.  Em uma reunião que os espanhóis realizaram com Cuncos e Huilliches locais, Pusterla deu garantias de que a abertura da estrada não implicaria um restabelecimento da cidade de Osorno. Posteriormente, o trânsito seguro ao longo da estrada passou a depender da boa vontade das tribos locais.  
Em paralelo com a expansão agrícola e o impulso para conectar Valdivia e Chiloé, a atividade missionária católica também avançou de Valdivia para o sul. O jesuíta espanhol Andrés Febrés apoiou a incorporação de Futahuillimapu ao Império Espanhol e em 1767 Febrés desenvolveu planos para estabelecer uma missão no Rio Bueno. Esta missão foi, no entanto, estabelecida em 1777 pelos franciscanos, pois os jesuítas haviam sido expulsos das Américas em 1767.

## Revolta
Segundo Diego Barros Arana, o catalisador do levante foi um boato espalhado por "um índio" chamado Felipe, que teria obtido uma carta do governador de Valdivia direcionada ao chefe da missão de Rio Bueno.  Essa carta teria revelado que o objetivo da missão era "acalmar os índios na confiança da paz, dar a morte aos seus guerreiros e, assim, reduzir mais facilmente os povos à escravidão".
A revolta começou em setembro de 1792, com uma série de assaltos contra colonos espanhóis em Río Bueno e Lago Ranco. Casas foram incendiadas e animais roubados. Dez colonos espanhóis teriam sido mortos. Mensageiros e sacerdotes espanhóis foram pegos de surpresa e brutalmente mortos.  Os refugiados espanhóis escaparam para o norte em direção a Valdivia.  Uma vez que as autoridades perceberam que era uma revolta e não um crime comum, um destacamento sob o comando de Tomás de Figueroa foi enviado para o sul de Valdivia em 3 de outubro, seguindo o rio Futa. O primeiro passo da campanha foi para Daglipulli, onde a milícia de Figueroa deveria absorver os 22 soldados estacionados para alcançar um total de 104 homens.
Quando Figueroa chegou à zona de conflito, os huilliches locais apresentaram-se como amigos.  Considerando que esta era uma tática para evitar represálias, Figueroa mandou executar o cacique local Manquepán junto com seus dois filhos e dezessete de seus homens. Esses homens rejeitaram o batismo antes de sua morte. Posteriormente, os espanhóis assumiram a custódia de mulheres e crianças, enquanto os animais foram confiscados.  Em seguida, a milícia continuou a atravessar o rio Bueno. Depois disso, avançou lentamente em meio a fortes chuvas, obstáculos colocados em seu caminho e pequenas emboscadas. Figueroa chegou às ruínas de Osorno em 22 de novembro, cuja visão causou uma forte impressão nele.  A campanha continuou a devastar o território Huilliche em busca de elementos rebeldes até chegar de volta a Valdivia em 14 de janeiro de 1793.

## Consequências
Depois que os espanhóis reprimiram a revolta, o governador real do Chile, Ambrosio O'Higgins, convocou chefes locais ao Parlamento de Las Canoas.  O parlamento é historicamente relevante, uma vez que o tratado assinado no final da reunião permitiu que os espanhóis restabelecessem a cidade de Osorno e garantissem os direitos de trânsito entre Valdivia e os assentamentos continentais espanhóis próximos ao arquipélago de Chiloé (Carelmapu). Os signatários indígenas reconheceram o rei da Espanha como seu soberano, mas mantiveram considerável autonomia nas terras que não haviam cedido.